# Die Todesstrafe
Die Todesstrafe (Originaltitel Peine de mort) ist eine Erzählung von Georges Simenon, in der Kommissar Maigret einem des Mordes Verdächtigen nach Brüssel folgt. Das zur Reihe der Maigret-Romane und -Erzählungen gehörende Werk entstand im Oktober 1936 in Neuilly-sur-Seine. Im Vorabdruck wurde es am 15. und 22. November 1936 in der Zeitung Paris-Soir-Dimanche veröffentlicht und erschien 1944 in dem Sammelband Les nouvelles enquêtes de Maigret bei Gallimard.
In der deutschen Übersetzung von Hansjürgen Wille und Barbara Klau erschien die Erzählung erstmals 1976 unter dem Titel Die Todesstrafe bei Kiepenheuer und Witsch in dem Sammelband Neues von Maigret, im Diogenes in einer neuen Übersetzung von Anna von Planta und Margaux de Weck in der 2009 erschienenen Ausgabe Sämtliche Maigret-Erzählungen.

## Handlung

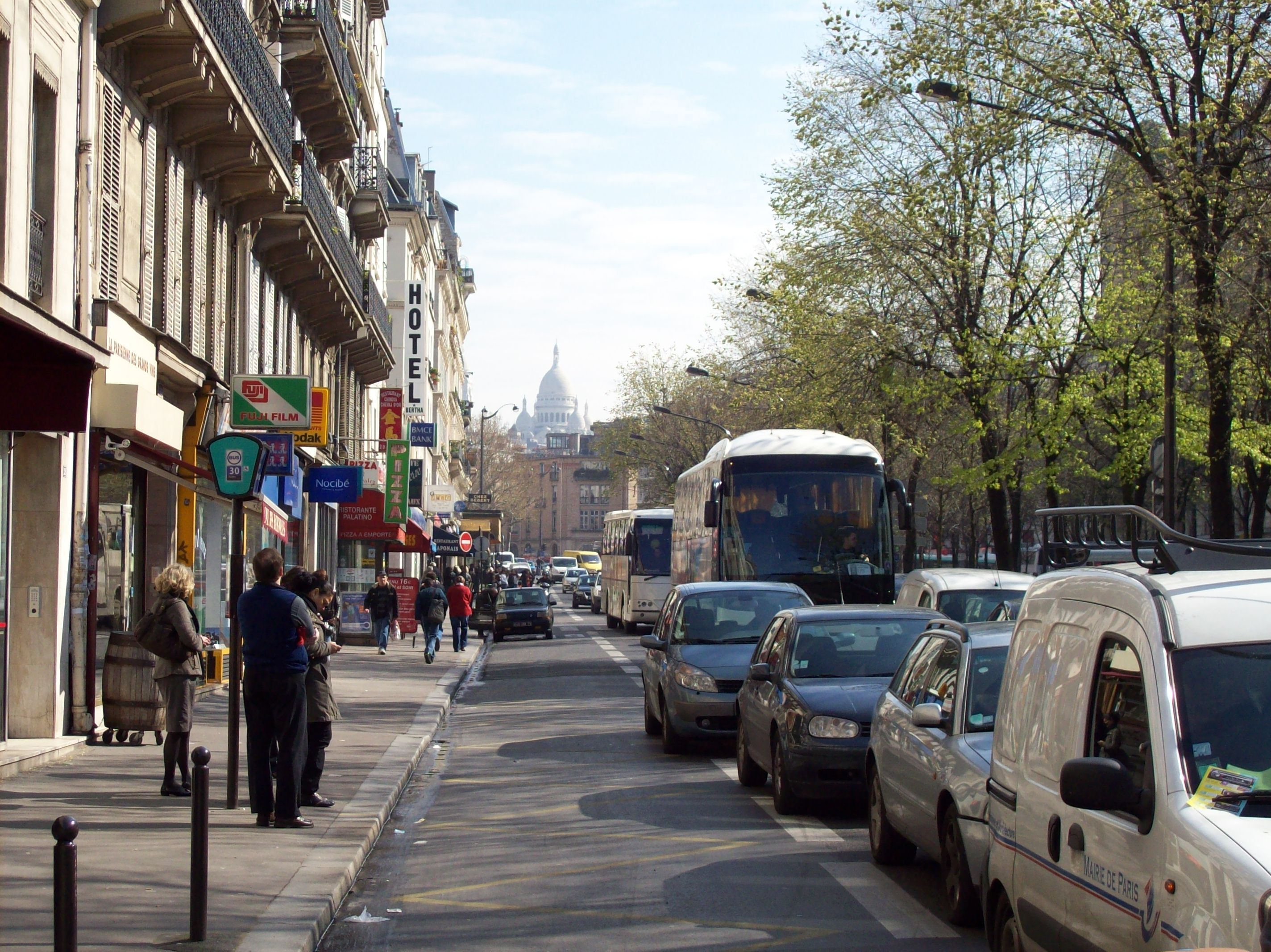
Boulevard des Batignolles, Paris

Jehan d'Oulmont, ein junger Mann aus einer wohlhabenden belgischen Familie, wird verdächtigt, seinen Onkel Adalbert d'Oulmont, einen ehemaligen Diplomaten, der in der Pariser Gesellschaft kein Unbekannter war, ermordet und beraubt zu haben. Während der Verhöre durch die Pariser Polizei bestreitet er die Tat. Aus Mangel an Beweisen muss man ihn laufen lassen, doch Maigret lässt ihn beschatten.
Hôtel Beauséjour, am Boulevard des Batignolles: Jehan d’Oulmont und seine Geliebte Sonia Lipchitz verlassen das Hotel, fahren mit dem Taxi zum Bahnhof, um den Zug nach Brüssel zu nehmen. Maigret und sein Team sind sich ziemlich schnell sicher, dass der Neffe, der seinem Onkel keine großen Gefühle entgegenbringt und den dessen Tod nicht sehr zu schmerzen scheint, ein Hauptverdächtiger für den Mord ist. Der Kommissar folgt ihm in den nächsten zwölf Tagen durch Hotels, Restaurants, Kinos und Nachtlokale. Es stellt sich heraus, dass Jehan d’Oulmont, auch aus guter Familie, verstoßen wurde, da er sich mit Sonja Lipschitz einließ. Diese Frau hatte keinen guten Ruf und ließ sich von einem Kaufmann aus Antwerpen aushalten. Der Sohn musste nun zusehen, wie er zurechtkam: kein gutes Bild gab dabei ab, dass er angefangen hatte Jura zu studieren, aber von der Universität Leuven wegen schlechten Benehmens geschasst wurde. In Folge trieb er sich rum und imponierte mit einem erfundenen Grafentitel.
In Brüssel wartet der Kommissar ab, bis dem Paar das Geld ausgeht und zum Handeln gezwungen sind. Auch die belgische Polizei ermittelt inzwischen in dem Mordfall. In einer Bar will Jehan plötzlich mit einem in Sonjas Tasche versteckten Revolver auf Maigret schießen, doch der belgische Kollege hat die Waffe vertauscht. Dieser Anschlag hat den Wert eines Schuldeingeständnisses; weil (im Gegensatz zu Frankreich) in Belgien die Todesstrafe abgeschafft ist, rettet er seinen Kopf und bleibt in Belgien inhaftiert.

## Ausgaben
Nach der Erstveröffentlichung in Paris-Soir (1936) und in Les nouvelles enquêtes de Maigret (Paris, Gallimard, NRF., 1944) erschien die Erzählung 1992 in der Simenon-Werkausgabe Tout Simenon (Paris, Presses de la Cité, 1988–1993) und in Tout Simenon (Paris, Omnibus, 2002–2004). In deutscher Übersetzung liegt sie außerdem in dem bei Diogenes 2009 erschienenen Sammelband Sämtliche Maigret-Geschichten (ISBN 978-3-257-06682-1) vor.